# Афанасьева, Виктория Александровна
Виктория Александровна Афанасьева (род. 9 июня 1985) — казахстанская биатлонистка.

## Биография
Виктория родилась в Лениногорске (ВКО). С 1996 года тренируется у М. В. Дудченко.
В 2000 году в составе казахстанской тройки была победителем чемпионата мира по летнему биатлону среди юниорок в Ханты-Мансийске.
В сезоне 2004/2005 была бронзовым призёром в индивидуальной гонке преследования (среди юниорок) на 2 этапе Кубка Европы в Гейло (Норвегия).
На зимних Азиатских играх завоевала 2 медали в эстафете — «бронзу» в 2003 году в японском Аомори и «серебро» — в 2007 году в китайском Чанчуне.
Чемпионка Казахстана (спринт, 7,5 км) в 2009 году.
Мастер спорта международного класса, член сборной Казахстана по биатлону.